# Calochlaena villosa
Calochlaena villosa là một loài dương xỉ trong họ Dicksoniaceae. Loài này được C. Chr. M.D. Turner & R.A. White mô tả khoa học đầu tiên năm 1988.